# Con todo respeto
Con todo respeto es el cuarto álbum de la banda mexicana de rock Molotov, lanzado en mayo de 2004 por Universal Music Group. Es un álbum de covers.

## Lista de canciones
El álbum, está compuesto por 12 canciones.

| N.º   | Título                                                       | Duración |  |
| 1.    | «Amateur (Rock Me Amadeus)»                                  | 4:19     |  |
| 2.    | «Diseño Rolas (Designer Music)»                              | 3:30     |  |
| 3.    | «Marciano (I Turned Into A Martian)»                         | 4:08     |  |
| 4.    | «The Revolution will not televised (La Revo)»                | 3:53     |  |
| 5.    | «La Boa A Go-Go (La Boa)»                                    | 3:42     |  |
| 6.    | «Chavas (Girls)»                                             | 2:40     |  |
| 7.    | «Mamar (Mamá)»                                               | 3:57     |  |
| 8.    | «Quen Pon-Ponk (Quen Pompo)»                                 | 1:31     |  |
| 9.    | «DA DA DA (DADADA)»                                          | 3:31     |  |
| 10.   | «Perro Negro Granjero (Perro Negro y Callejero & La Grange)» | 3:20     |  |
| 11.   | «Agüela (Mi Abuela & The Magnificent Seven & Bust A Move)»   | 3:46     |  |
| 12.   | «Mi Agüita Amarilla»                                         | 6:30     |  |
| 44:20 |                                                              |          |  |

## Reedición de 2005
Casi a mediados de 2005, salió una reedición de este álbum; ahora incluyendo el tema "Me Vale Vergara", dedicado al empresario y dueño de las Chivas del Guadalajara, Jorge Vergara. En este tema hacen referencia de la antipatía que le tiene la banda a Vergara por las decisiones que toma en aquel club. Molotov le dedica este tema después de que en 2004 el empresario sacara el desplegado «Me pareció ver a un lindo gatito», en referencia al club Pumas de la UNAM, que motivó, como respuesta, la frase: «Gatitos ni madres».
Originalmente la canción "Me Vale Vergara" circulaba libremente por internet como versión demo, así que cuando decidieron incluirla en la reedición regrabaron el tema con nuevos arreglos. En él participaron jugadores de los Pumas de la UNAM como José Luis López Monroy, Leandro Augusto y Aílton da Silva.
Este álbum especial se diferencia del original en el diseño de la portada, con un fondo negro en contraste con el anterior de color blanco. Se agregan versiones demos de algunos temas, así como los videos de "Amateur" y "Marciano", incluyendo un promo y un especial de detrás de cámaras.
Esta versión solo salió a la venta en México y Estados Unidos (donde se le conoce como Con Todo Respeto, Unlimited Edition).

### Lista de canciones Con Todo Respeto Edición Especial
1. Amateur (Rock Me Amadeus)
2. Diseño Rolas (Designer Music)
3. Marciano II (Punk Version)
4. The Revolution Will Not Be Televised (La Revo) (Demo Version)
5. La Boa A Go-Go (Demo Version)
6. Chavas (Girls)
7. Mamar (Mamá)
8. Quen Pon-Ponk (Demo Version)
9. DA DA DA (DADADA)
10. Perro Negro Granjero (Perro Negro Y Callejero & La Grange)
11. Agüela (Mi Abuela &The Mangificent Seven & Bust A Move)
12. Mi Agüita Amarilla (Demo Version)
13. Me Vale Vergara
14. Marciano (I Turned Into A Martian)
15. The Revolution Will Not Be Televised (La Revo)
16. La Boa A Go-Go (La Boa)
17. Quen Pon-Ponk (Quen Pompó)
18. Mi Agüita Amarilla
19. Marciano Veloz (Demo Version)

### Videos y sencillos
- Amateur (Rock Me Amadeus) (2004)
- Marciano (I Turned Into A Martian) (2005)